# Национален отбор по футбол на Алжир
Националният отбор по футбол на Алжир, известен като пустинните лисици, е представителният отбор на Алжир, организиран от Футболната федерация на Алжир. Отборът има три участия на световни първенства а през 1990 година печели Купата на Африканските нации.

## История
Алжир е участва на трето Световно първенство по футбол, „пустинните лисици“ не участват в квалификациите за световните първенства от 1930 до 1962, тъй като не са челнове на ФИФА. През 1965 те веча са членове на ФИФА, но през 1966 тече война за независимост с Франция и така алжирците не участват в квалификациите. През 1969 година Алжир най-накрая участва в квалификациите за Световното през 1970, но до 1978 така и неуспяват да се класират. Все пак историческото първо класиране идва през 1982 тогава Алжир е водена от тогава неизвестният Маджер, който става звезда на Порто замалко „пустинните лисици“ не преминават групата си, след като още първия мач на Световно първенство побеждава не кой да е ами ФРГ с 2:1, следва загуба с 0:2 от Австрия, която впоследствие струва много на алжирците. Алжир побеждава в последния си мач Чили с 3:2, но Австрия пуска на ФРГ като губи с 0:1 с гол на Хрубещ и Алжир завръши на трето място с равен брой точки с Германия и Австрия, тъй като тогава за победа се дават две точки, но с по-лоша голова разлика и отпада. След четири години в Мексико Алжир отново е на Световно, но тогава „пустинните лисици“ попадат в много лоша група с чудесно представилият се отбор на Северна Ирландия на миналото Световно през 1986 с Бразилия и Испания. В първия си мач Алжир прави 1:1 със северно ирландците, след това се държат достойно срещу Бразилия и губи само с 0:1, а в последния си мач пада с 0:3 от Испания. Следва период от 1990 до 2006 без класиране на Световно, но през 2009 те успяха да се класират, след като стигнаха до златен мач с Египет за класиране на Световното, тъй като в групата всичките им показатели бяха равни. Алжир победи с 1:0 и се класира за трети пореден път на Световно.

## Успехи

### Купа на африканските нации
- 1990, 2019

## България – Алжир
| Дата            | Място | Събитие    | Отбор    | Резултат | Отбор    | ФИФА |
| --------------- | ----- | ---------- | -------- | -------- | -------- | ---- |
| 6 януари 1963   | Алжир | Приятелски | Алжир    | 2:1      | България | ДА   |
| 11 януари 1977  | Алжир | Приятелски | Алжир    | 1:1      | България | ДА   |
| 7 август 1983   | Париж | Приятелски | България | 3:2      | Алжир    | ДА   |
| 5 юни 1998      | София | Приятелски | България | 2:0      | Алжир    | ДА   |
| 4 ноември 1998  | София | Приятелски | България | 0:0      | Алжир    | ДА   |
| 14 ноември 2000 | Алжир | Приятелски | Алжир    | 1:2      | България | ДА   |